# Clausia agideliensis
Clausia agideliensis là một loài thực vật có hoa trong họ Cải. Loài này được Knjaz. mô tả khoa học đầu tiên năm 1997.